# Weibel Scientific
Weibel Scientific — данська компанія з розробки та виробництва доплерівських радіолокаційних станцій. Заснована у 1936 р. і розташована у м. Аллерьод (дан. Allerød) однойменного муніціпалитету Данії.
Усі радари компанії працюють в X-діапазоні і використовують безперервне випромінювання сигналу.
Weibel виготовляє кілька типів радарів:
- РЛС виміру швидкості снарядів для артилерійських систем
- Фіксовані секторні радари виміру доплерівської швидкості (SL-xxxx серія)
- Супроводжувальні радари (MSL-xxxx серія)
- Радари виміру дальності для оптичних платформ
- Багаточастотні радари супроводження цілей великої дальності (MFTR-xxxx серія), що виконані на основі технології цифрових антенних решіток.

Деякі з радарів було закуплено NASA для забезпечення космічних запусків.